# Elecciones municipales de Tumbes de 2002
Las elecciones municipales de Tumbes de 2002 se llevaron a cabo el 17 de noviembre de 2002 para elegir al alcalde y al Concejo Provincial de Tumbes para el periodo 2003-2006. La elección se celebró simultáneamente con elecciones regionales y municipales (provinciales y distritales) en todo el Perú.

## Sistema electoral
La Municipalidad Provincial de Tumbes es el órgano administrativo y de gobierno de la provincia de Tumbes. Está compuesta por el alcalde y el Concejo Provincial.
La votación del alcalde y el concejo se realiza en base al sufragio universal, que comprende a todos los ciudadanos nacionales mayores de dieciocho años, empadronados y residentes en la provincia de Tumbes y en pleno goce de sus derechos políticos, así como a los ciudadanos no nacionales residentes y empadronados en la provincia de Tumbes.
El Concejo Provincial de Tumbes está compuesto por 11 regidores elegidos por sufragio directo para un período de cuatro (4) años, en forma conjunta con la elección del alcalde (quien lo preside). La votación es por lista cerrada y bloqueada. Se asigna a la lista ganadora los escaños según el método d'Hondt o la mitad más uno, lo que más le favorezca.

## Composición del Concejo Provincial de Tumbes
La siguiente tabla muestra la composición del Concejo Provincial de Tumbes antes de las elecciones.
| Partidos | Partidos                                          | Regidores |
| -------- | ------------------------------------------------- | --------- |
|          | Lista Independiente Alianza Democrática Tumbesina | 7         |
|          | Movimiento Independiente Vamos Vecino             | 2         |
|          | Lista Independiente Frente Mayoría Tumbesina      | 1         |
|          | Movimiento Independiente Somos Perú               | 1         |

## Partidos y candidatos
A continuación se muestra una lista de los principales partidos y alianzas electorales que participaron en las elecciones:
| Candidatura | Candidatura    | Partidos y alianzas | Candidatos | Candidatos               | Ideología                                           | Resultado previo | Resultado previo | Ref. |
| Candidatura | Candidatura    | Partidos y alianzas | Candidatos | Candidatos               | Ideología                                           | Votos (%)        | Reg.             | Ref. |
| ----------- | -------------- | --- | ---------- | ------------------------ | --------------------------------------------------- | ---------------- | ---------------- | ---- |
|             | SP             | Lista - Somos Perú (SP) |            | Pío Cuenca Sulca         | Democracia cristiana Conservadurismo social         | 9.67%            | 1                |      |
|             | UPP            | Lista - Agrupación Independiente Unión por el Perú - Frente Amplio (UPP)                                                                    |            | Carlos Cánepa La Cotera  | Socioliberalismo Progresismo Socialdemocracia       | 9.45%            | 0                |      |
|             | AP             | Lista - Acción Popular (AP) |            | William Marchán Ramírez  | Humanismo Nacionalismo cívico Reformismo            | Nuevo            | Nuevo            |      |
|             | PP             | Lista - Perú Posible (PP) |            | Yamile Hirsh de Lama     | Socioliberalismo Democracia liberal Tercera vía     | Nuevo            | Nuevo            |      |
|             | UN             | Lista - Unidad Nacional (UN) – Partido Popular Cristiano (PPC) – Solidaridad Nacional (SN) – Renovación Nacional (RN) – Cambio Radical (CR) |            | Edwin Porras Lavalle     | Democracia cristiana Conservadurismo Neoliberalismo | Nuevo            | Nuevo            |      |
|             | Manos Limpias  | Lista - Manos Limpias por un Tumbes Mejor (Manos Limpias)                                                                                   |            | Santos Espinoza Páucar   | Regionalismo tumbesino                              | Nuevo            | Nuevo            |      |
|             | Reconst.       | Lista - Reconstrucción para un Tumbes Bello (Reconstrucción)                                                                                |            | Ricardo Flores Dioses    | Regionalismo tumbesino                              | Nuevo            | Nuevo            |      |
|             | Viva Tumbes Ya | Lista - Viva Tumbes Ya (Viva Tumbes Ya) |            | Luis Jiménez Peña        | Regionalismo tumbesino                              | Nuevo            | Nuevo            |      |
|             | IND            | Lista - Lista Independiente N° 1 Movimiento Independiente Identidad Tumbesina                                                               |            | Alejandro Campaña Bernal | Localismo tumbesino                                 | Nuevo            | Nuevo            |      |
|             | IND            | Lista - Lista Independiente N° 3 La Fuerza del Mototaxista con el Pueblo al Poder                                                           |            | Juan López Vinces        | Localismo tumbesino                                 | Nuevo            | Nuevo            |      |

## Resultados

### Sumario general
| |                                                                           |              |              |              |           |           |  |  |
| Partidos y coaliciones                                                                                              | Partidos y coaliciones                                                    | Voto popular | Voto popular | Voto popular | Regidores | Regidores |  |  |
| Partidos y coaliciones                                                                                              | Partidos y coaliciones                                                    | Votos        | %            | ±pp          | Total     | +/−       |  |  |
| | Reconstrucción para un Tumbes Bello (Reconstrucción)                      | 18,610       | 33.88        | Nuevo        | 7         | +7        |  |  |
| | Somos Perú (SP)1                                                          | 12,072       | 21.98        | +12.31       | 2         | +1        |  |  |
| | Perú Posible (PP)                                                         | 7,089        | 12.91        | Nuevo        | 1         | +1        |  |  |
| | Agrupación Independiente Unión por el Perú - Frente Amplio (UPP)          | 4,990        | 9.08         | –0.37        | 1         | +1        |  |  |
| | Acción Popular (AP)                                                       | 3,410        | 6.21         | n/a          | 0         | ±0        |  |  |
| | Manos Limpias por un Tumbes Mejor (Manos Limpias)                         | 2,688        | 4.89         | Nuevo        | 0         | ±0        |  |  |
| | Unidad Nacional (UN)                                                      | 2,308        | 4.20         | Nuevo        | 0         | ±0        |  |  |
| | Lista Independiente N° 1 Movimiento Independiente Identidad Tumbesina     | 2,191        | 3.99         | n/a          | 0         | ±0        |  |  |
| | Viva Tumbes Ya (Viva Tumbes Ya)                                           | 1,096        | 2.00         | Nuevo        | 0         | ±0        |  |  |
| | Lista Independiente N° 3 La Fuerza del Mototaxista con el Pueblo al Poder | 475          | 0.86         | n/a          | 0         | ±0        |  |  |
| |                                                                           |              |              |              |           |           |  |  |
| Total | Total                                                                     | 54,929       |              |              | 11        | ±0        |  |  |
| |                                                                           |              |              |              |           |           |  |  |
| Votos válidos | Votos válidos                                                             | 54,929       | 84.60        | –9.04        |           |           |  |  |
| Votos en blanco | Votos en blanco                                                           | 6,493        | 10.00        | +7.37        |           |           |  |  |
| Votos nulos | Votos nulos                                                               | 3,509        | 5.40         | +1.67        |           |           |  |  |
| Votos emitidos | Votos emitidos                                                            | 64,931       | 89.53        | +4.97        |           |           |  |  |
| Abstenciones | Abstenciones                                                              | 7,590        | 10.47        | –4.97        |           |           |  |  |
| Votantes registrados                                                                                                | Votantes registrados                                                      | 72,521       |              |              |           |           |  |  |
| |                                                                           |              |              |              |           |           |  |  |
| Fuente: |                                                                           |              |              |              |           |           |  |  |
| Notas al pie: 1 Comparado con los resultados de Movimiento Independiente Somos Perú (SP) en las elecciones de 1998. |                                                                           |              |              |              |           |           |  |  |
| Notas al pie: |                                                                           |              |              |              |           |           |  |  |
| 1 Comparado con los resultados de Movimiento Independiente Somos Perú (SP) en las elecciones de 1998.               |                                                                           |              |              |              |           |           |  |  |

## Elecciones municipales distritales

### Resultados por distrito
La siguiente tabla enumera el control de los distritos de la provincia de Tumbes. El cambio de mando de una organización política se resalta del color de ese partido.
| Distrito              | Alcalde(sa) titular   | Partido político | Partido político                | Alcalde(sa) electo(a)  | Partido político | Partido político              |
| --------------------- | --------------------- | ---------------- | ------------------------------- | ---------------------- | ---------------- | ----------------------------- |
| Corrales              | Hugo Pérez Dios       |                  | FADIC                           | Javier Véliz Saavedra  |                  | Frente de Desarrollo Corrales |
| La Cruz               | Alejandro Cruz Medina |                  | Vamos Vecino                    | Ronier Agurto Agurto   |                  | Perú Posible                  |
| Pampas de Hospital    | Víctor Feijóo Zapata  |                  | Movimiento de Izquierda Pampina | Arnaldo Rujel Preciado |                  | Manto Verde Pampino           |
| San Jacinto           | Hilario Ramírez Peña  |                  | Vamos Vecino                    | José Cornejo Feijóo    |                  | Partido Aprista Peruano       |
| San Juan de la Virgen | Felipe Farias Prado   |                  | Somos Perú                      | Calixto Baca Talledo   |                  | Unión por el Perú             |